# Бакинский архипелаг
Бакинский архипелаг (Бакинские острова; азерб. Bakı arxipelaqı) — группа прибрежных островов и подводных банок в Каспийском море, расположенных южнее Апшеронского полуострова, на юго-восточном побережье Азербайджана.
Острова находятся на шельфовой равнине, начиная на севере от мыса Балыгбурну и на юге до залива Гызылагач.
В Бакинском архипелаге имеются крупные залежи нефти и газа.

## Острова и банки

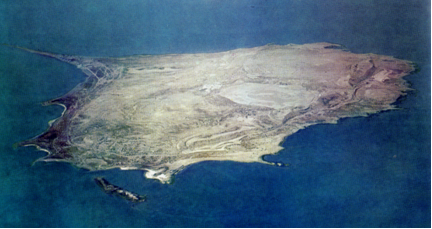
Остров Хере-Зиря — крупнейший остров Бакинского архипелага

К островам Бакинского архипелага относятся Бёюк-Зиря, Гум, Даш-Зиря, Зенбиль, Сенги-Муган, Чигиль, Гиль, Гарасу, Хере-Зиря, Дашлы, Кумани, Кюр-Дашы и другие. Крупнейший из этих островов — Хере-Зиря.
К Бакинскому архипелагу также относятся подводные банки Савенко, Безымянная, Корнилова-Павлова, Макарова, Борисова, Куринская, Головачева и другие. Вследствие выбросов грунта и поднятий дна, банки Бакинского архипелага иногда превращаются в острова, но впоследствии, под действием течений и прибоев, острова размываются и часто снова превращаются в банки.

## Природа
Большинство островов являлись пустынными и полупустынными, с редкой растительностью. На многих островах находились крупные лежбища каспийского тюленя.
Нефтедобыча в этой части Каспийского моря нанесла определённый урон дикой природе островов.
Для охраны природы островов архипелага и воды создана автоматическая станция контроля за уровнем загрязнённости воды, расположенная на острове Сенги-Муган.

## Вулканы
На территории Бакинского архипелага находится 91 грязевой вулкан (на 8 островах грязевулканического происхождения). Глубины нахождения вулканов различаются, начиная от нескольких метров до 900 метров. Встречаются также погребённые вулканы.